# 英格蘭21歲以下足球代表隊
英格蘭21歲以下足球代表隊（英語：England's national Under-21 team），簡稱英格蘭21歲以下代表隊或英格蘭U21，被認為是英格蘭足球代表隊的聯繫球隊，為球員晉級大國腳的踏腳石。
這隊球隊的球員年齡於每兩年舉行的歐洲21歲以下青年足球錦標賽開始時必需在21歲或以下，所以部份球員在比賽後期會達到23歲亦不會被視作超齡。同時另有20歲以下（為非歐洲足協比賽而組成）、19歲以下及17歲以下的代表隊。只要球員符合年齡要求，他們可以隨意參加任何級別的代表隊，甚至於成為大國腳後再次代表21歲以下代表隊，最近的例子就有、及。亦有球員在代表一個國家或地區的青少隊後，選擇成為另一個國家或地區的大國腳，（Nigel Quashie）曾代表英格蘭U21，現時則成為蘇格蘭大國腳。
英格蘭21歲以下代表隊主要為參加歐青錦標賽而於1976年組成，首場比賽在狼隊主場莫利纽克斯球场（Molineux stadium）對威爾斯小國腳，雙方無入球和局終場。
英格蘭U21並沒有固定的比賽主場，足跡遍佈全國各個球場，以吸引各地年青的球迷支持英格蘭隊，由於入場觀眾人數不多，可以將比賽編排在容量較少的球場舉行。直到現時入場最高紀錄為2007年3月24日在新（Wembley Stadium）出戰意大利U21，是溫布萊重開後首場正式足球比賽，全場60,000門票預售一空，但只有55,700名觀眾入場觀看這場3-3平手的比賽，已是全球歷來U21比賽最高觀眾人數紀錄。

## 競賽歷史
世青盃的年齡限制為20歲以下，現時並沒有為21歲以下球員而設的世界盃，在歐洲唯一可角逐的大型比賽是歐洲21歲以下青年足球錦標賽，每兩年一屆，於雙數的年份舉行決賽周，從2007年開始改為單數的年份。
在開首6屆（1978-88年）的歐青錦標賽21歲以下代表隊戰績彪炳，4次打進準決賽及奪得2次冠軍（1982年及1984年）。隨著球員的更替，21歲以下代表隊進入調整時期。
自從1988年在準決賽兩回合累計4-6負於法國小國腳後，21歲以下代表隊戰績一落千丈，在繼後8屆比賽中有5次提早在外圍賽出局。
1998年歐青錦標賽外圍賽46支球隊分為9組（8組5隊及1組6隊），決出每組冠軍後再計算每組冠軍成績（只計每組頭4隊之間對賽成績），頭7隊晉級決賽周，成績最差的2隊舉行附加賽競逐最後一個參賽資格，21歲以下代表隊在第2組8戰5勝3和不敗成為首名，計算成績後卻與希臘小國腳同得12分需要進行附加賽，兩回合累計4-4平手，希臘以作客入球優惠獲得晉級，21歲以下代表隊在整個外圍賽10場比賽僅負1場下被淘汰出局。 
2009年歐洲U-21足球錦標賽外圍賽英格蘭U21以7勝1和不敗戰績晉級附加賽，附加賽主客兩回合累計5-4淘汰威爾斯，成功取得瑞典決賽週入場劵。出發前先在6月8日主場與阿塞拜疆U21進行熱身賽，取得7-0大勝以壯聲威。分組賽被編入包括德國、西班牙及芬蘭的B組，3戰2勝1和獲得首名出線四強。
2011年歐洲U-21足球錦標賽外圍賽英格蘭U21被編入第9組，同組有老對手葡萄牙、希臘、馬其頓及立陶宛，決賽週在丹麥舉行。

### 歐青盃歷屆成績
| 年度   | 主辦國              | 冠軍     | 成績               |
| ------ | ------------------- | -------- | ------------------ |
| 1978年 | 主客制              | 南斯拉夫 | 準決賽（1）        |
| 1980年 | 主客制              | 蘇聯     | 準決賽（2）        |
| 1982年 | 主客制              | 英格蘭   | 冠軍（3）          |
| 1984年 | 主客制              | 英格蘭   | 冠軍（4）          |
| 1986年 | 主客制              | 西班牙   | 準決賽（5）        |
| 1988年 | 主客制              | 法國     | 準決賽（6）        |
| 1990年 | 主客制              | 蘇聯     | 外圍賽出局         |
| 1992年 | 主客制              | 義大利   | 外圍賽出局         |
| 1994年 | 法國                | 義大利   | 外圍賽出局         |
| 1996年 | 西班牙              | 義大利   | 外圍賽出局         |
| 1998年 | 羅馬尼亞            | 西班牙   | 附加賽第八名       |
| 2000年 | 斯洛伐克            | 義大利   | 決賽周分組賽（7）  |
| 2002年 | 瑞士                | 捷克     | 決賽周分組賽（8）  |
| 2004年 | 德国                | 義大利   | 外圍賽出局         |
| 2006年 | 葡萄牙              | 荷蘭     | 外圍賽附加賽       |
| 2007年 | 荷蘭                | 荷蘭     | 準決賽（9）        |
| 2009年 | 瑞典                | 德國     | 亞軍（10）         |
| 2011年 | 丹麦                | 西班牙   | 決賽周分組賽（11） |
| 2013年 | 以色列              | 西班牙   | 決賽周分組賽（12） |
| 2015年 | 捷克                | 瑞典     | 決賽周分組賽（13） |
| 2017年 | 波蘭                | 德國     | 準決賽（14）       |
| 2019年 | 義大利 · 圣马力诺   | 西班牙   | 決賽周分組賽（15） |
| 2021年 | 匈牙利 · 斯洛維尼亞 | 德國     | 決賽周分組賽（16） |
| 2023年 | 羅馬尼亞 ·          | 英格蘭   | 冠軍（17）         |
| 2025年 | 斯洛伐克            | 英格蘭   | 冠軍（18）         |

## 主教練

### 彼得·泰萊
前任21歲以下代表隊的主教練是彼得·泰勒，於1996至1999年任教這支球隊，在他的首次任期錄得15戰11勝3和1負的驕人成績。在彼得泰萊領導下英格蘭僅差一點未能晉級1998年羅馬尼亞U-21歐錦賽決賽周。彼得泰萊離開時正值英格蘭參加2000年斯洛伐克U-21歐錦賽的外圍賽，在第5組未失一球下贏得所有比賽。在彼得泰萊離隊後才在最後一場1:3負於波蘭，仍以首名晉級決賽周。
彼得泰萊曾擔任一場英格蘭代表隊比賽的臨時領隊，在2000年11月15日作客都灵迪爾艾比球場0-1僅負於意大利，彼得泰萊重用年青戰將，首次將隊長臂章交給，更選用6名當時仍有資格代表21歲以下代表隊的球員上陣：、及。
在離任期間彼得泰萊為英格蘭代表隊進行球探工作，更於2002年11月獲聘為領隊，帶領球隊連續兩年升級到英格蘭冠军聯賽，並能成功保級留守英冠，期間於2004年再次任教21歲以下代表隊，於2006年6月轉投另一支升級熱門英冠球隊水晶宮。21歲以下代表隊在2006年葡萄牙U-21歐錦賽再一次在外圍賽最後階段出局，未能晉級決賽周，彼得泰萊第二度擔任主教練的成績（不計友誼賽）是12戰6勝4和2負。
自開始擔任英格蘭領隊及彼得泰萊獲委任為水晶宮的新領隊，現時只能以逐場計算形式帶領21歲以下代表隊。彼得泰萊在21歲以下代表隊獲得前及球星的協助，而東尼柏克斯（Tony Parks）則出任門將教練，利物浦的馬克和拿（Dr. Mark Waller）擔任隊醫及洛派斯（Rob Price）擔任物理治療師。

### 皮雅斯
2007年2月1日曼城領隊斯图尔特·皮尔斯（Stuart Pearce）以兼職形式出任小國腳主教練，任期直到2007年夏季歐青錦標賽完結為止。

### 歷任主教練
- 戴夫·錫士頓（1977-1990年）
- （1990-1993年）
- 戴夫·錫士頓（1994-1996年）
- 彼得·泰萊（1996-1999年）
- （1999年）
- （1999-2001年）
- （2001-2004年）
- 彼得·泰萊（2004-2007年）
- （2007-2013）
- （2013-2016）
- 安迪·保夫萊特（英语：Aidy Boothroyd）（2016-2021）
- 李·卡斯利（2021-現在）

## 頭10位代表次數紀錄球員
由於有年齡的限制，球員參加21歲以下代表隊的時間不會太長（四年已是極限），而部分出色的年青球員只參加了很短的時間便晉升大國腳，如為例更是從未參加21歲以下代表隊。保持46次的最多代表紀錄。
備註：粗體的球員名字為現役代表隊成員
截至2011年6月15日對烏克蘭U21的比賽
| 排名 | 球員名稱              | 當時效力球隊            | U21次數 |
| ---- | --------------------- | ----------------------- | ------- |
| 1    | （James Milner）      | 、                      | 46      |
| 2    | （Tom Huddlestone）   | 、                      | 33      |
| 3    | （Fabrice Muamba）    | 阿仙奴 、伯明翰城、保頓 | 32      |
| 4    | （Michael Mancienne） |                         | 30      |
| =5   | （Scott Carson）      | 、利物浦                | 29      |
| =5   | （Steven Taylor）     |                         | 29      |
| =7   | （Jamie Carragher)    | 利物浦                  | 27      |
| =7   | （Gareth Barry）      |                         | 27      |
| 9    | （David Prutton）     | 、                      | 25      |
| 10   | （Jermaine Pennant）  |                         | 24      |

## 頭10位最高入球紀錄球員
備註：粗體的球員名字為現役代表隊成員
截至2011年6月15日對烏克蘭U21的比賽
| 排名 | 球員名稱            | 當時效力球隊 | U21入球 |
| ---- | ------------------- | ------------ | ------- |
| =1   | （Alan Shearer）    |              | 13      |
| =1   | （Francis Jeffers） | 、           | 13      |
| =3   | （Frank Lampard）   |              | 9       |
| =3   | （Darren Bent）     | 、           | 9       |
| =3   | （James Milner）    | 、           | 9       |
| =6   | （Mark Hateley）    | 、           | 8       |
| =6   | （Carl Cort）       |              | 8       |
| =8   | （Mark Robins）     |              | 7       |
| =8   | （Shola Ameobi）    |              | 7       |
| =8   | （Jermain Defoe）   |              | 7       |